# ペニー・ブラック

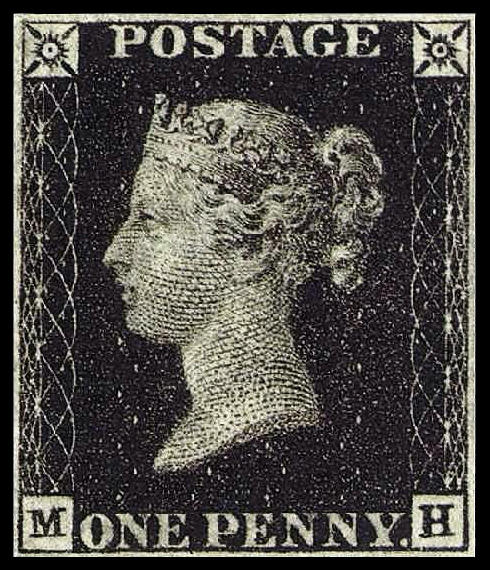
ペニー･ブラックの未使用切手

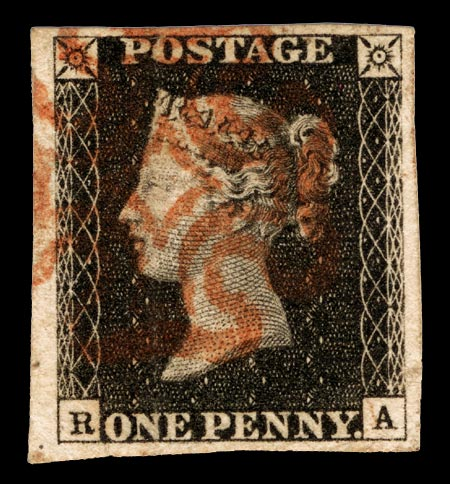
赤消しの初期使用例（フルマージン）

ペニー・ブラック（英: Penny Black）は、1840年にイギリスにおいて発行された世界最初の切手の通称である。
バースのパーキンス・ベーコン・アンド・ベッチ社(Perkins, Bacon & Co)で印刷、1840年5月1日にイギリス郵政省から発行され、同月6日から使用が開始された2種類の切手のうちの1ペニー切手をさす。因みに同時に発行された2ペンス切手は青色であったことから、「2ペンス・ブルー」と呼ばれている。
ペニー・ブラックは、発行初日に30万枚以上が売れたといわれる。これは日本最初の郵便切手である竜文切手が1年がかりで売った枚数と同じである。
刷色は黒色で、図案にはヴィクトリア女王の横顔が印刷されている。この肖像は、当時の造幣局の彫刻部長だった、ウィリアム・ウョーン（W. Wyon）が女王の市庁舎ご訪問記念に作成したメダルを基にして作成された。この切手は横12列、縦20行による240面のシート。当時の通貨が12ペンスで1シリング（シートの1行に相当）、20シリングで1ポンドであったことに由来する（1シート購入するとちょうど1ポンドとなる）。当初の発行枚数は283,992シート（68,158,080枚）。切手の下左右角にはチェックレターと呼ばれるアルファベットが記載されており、この文字の組み合わせでその切手がシートのどこにあったのか、分かるようになっている（右の画像ではMH）。また切手が黒だったので消印は赤で押され、マルタ十字をあしらったものが採用された。なお1ペニーの切手は翌年、赤茶色（ペニー・レッド）に変更されたため、ペニー・ブラックは実質的に1年程度しか販売されなかった。
当初、ペニー・ブラックに使われた消印の赤インキは、印刷用赤色インクと亜麻仁油、オリーブオイルを攪拌して作られたものであった。しかしこれは使用前の切手表面に雲母やニスを塗っておくことにより、消印を石鹸で容易に洗い落とせるという問題があった。そこで消印のインクを化学変化に強い黒色に変更したものの、切手の刷色自体も黒であったため今度は視認性が問題となった。最終的には切手の刷色を黒から赤茶色に変更。これがペニー・ブラックに代わり、ペニー・レッドが発行された経緯である。よってペニー・ブラックや2ペンス・ブルーで赤消しのものは初期使用例である。
ペニー・ブラックの版は第1版から第11版まで、また1版には2つの種類があり、全部で12の版が存在する。第11版はペニーレッドが登場する直前、1841年1月中に販売する分のペニー・ブラックが不足したため急遽、印刷されたものである。この際に使用されたのはペニー・レッド用の版であり、極めて希少である。現在ではペニー・ブラックの中で、これが最も高価なものとされる。
ペニー・ブラックは現在でもかなりの数が存在しているが、コレクターの人気は高く比較的高額なプレミアムが付いて取引されている。2014年時点のカタログによる参考相場は、使用済みの普通状態の切手が一枚が350ドル程度、未使用のものになると9000ドルほどであった。なお、4辺の余白（マージン）が十分に確保されたフルマージンと呼ばれる切手は、この評価の何倍もの高プレミアムである。また、1841年発行のペニー・レッドの使用済みは一枚3ドルほどであったから、いかにペニー・ブラックの人気が高いかがうかがえる。
ただし、切手の希少価値としてはこのペニー・ブラックより2ペンス・ブルーの方が遥かに稀少で高額のプレミアムで取引される。2ペンス・ブルーは、1841年以降も色の変更は無かったが、切手の肖像の上下に白いラインが入り、1840年の切手と区別される。やはり1841年以降のタイプも2ペンス・ブルーとかブルー・ペンス、ペンス・ブルーと呼ばれているが、ペニー・レッド同様、使用済みは5ドル程度の評価であった。
発行から1年も経たずに偽造切手が作られ、現存する最古の偽物は、1991年に135ポンドで落札されている。